# Corona Zombies
Corona Zombies es una película estadounidense de comedia de terror de 2020 dirigida por Charles Band y producida y distribuida por Full Moon Features. Inspirada en la pandemia de COVID-19, la película está protagonizada por Cody Renee Cameron como Barbie, una mujer que se enfrenta a un brote de zombis infectados por la COVID-19.

## Reparto
- Robin Sydney
- Russell Coker
- Renee Cameron

## Producción
Corona Zombies se filmó durante un período de 28 días. La película consiste principalmente en imágenes dobladas y reutilizadas de Apocalipsis caníbal y Zombies vs. Strippers, así como clips de imágenes de noticias del mundo real.

## Lanzamiento
La película se estrenó digitalmente a través del sitio web y la aplicación Full Moon Features el 10 de abril de 2020.